# Рубелия Баса
Рубелия Баса (на латински: Rubellia Bassa; * между 33 – 38 г.) е римска аристократка.
Дъщеря е на Гай Рубелий Бланд (суфектконсул 18 г.) и на Юлия (убита 43 г.). Сестра е на Рубелий Плавт и правнучка на император Тиберий и Випсания Агрипина.
Рубелия се омъжва за Октавий Ленат, по майчина линия чичо на бъдещия император Нерва. Тя е баба на Сергий Октавий Ленат Понтиан (консул 131 г.).